# Pareuthria
Pareuthria là một chi ốc biển, là động vật thân mềm chân bụng sống ở biển trong họ Buccinidae.

## Các loài
Các loài trong chi Pareuthria gồm có:
- Pareuthria campbelli (Filhol, 1880)
- Pareuthria cerealis (Rochebrunne & Mabille, 1885)
- Pareuthria chlorotica (Martens, 1878)[3]
- Pareuthria fuscata (Bruguière, 1789)
- Pareuthria hoshiaii Numanami, 1996[4]
- Pareuthria innocens (Smith, 1907)[5]
- Pareuthria janseni (Strebel, 1905)
- Pareuthria magellanica (Phillippi, 1848)
- Pareuthria michaelseni (Strebel, 1905)
- Pareuthria paessleri (Strebel, 1905)
- Pareuthria philippii (Strebel, 1905)
- Pareuthria plicatula Thiele, 1912[6]
- Pareuthria plumbea (Philippi, 1844)
- Pareuthria powelli Cernohorsky, 1977
- Pareuthria ringei (Strebel, 1905)
- Pareuthria rosea (Hombron & Jacquinot, 1854)
- Pareuthria valdiviae (Thiele, 1925)
- Pareuthria venustula Strebel, 1905